# Abraham Washington
Abraham Washington, de son vrai nom Brian Jossie, est un catcheur américain né le 4 juillet 1977 au Texas, principalement connu pour son travail à la World Wrestling Entertainment dans la division Raw sous le nom de A.W..

## Carrière

### World Wrestling Entertainment (2009-2012)

#### Florida Championship Wrestling (2009)
Dès le début de l'année 2009, Jossie signe un contrat avec la WWE et commence sa carrière en tant que lutteur professionnel à la Florida Championship Wrestling . En février 2009, il commence sa carrière dans la fédération sous son vrai nom, Brian Jossie, sans caractère ou personnalité particulière. Cependant, il deviendra plus tard, "général manager" sous le nom d'Abraham Saddam Washington En mars 2010, Washington revient à la FCW, en tant que commentateur occasionnel.

#### ECW (2009-2010)
Jossie débute à la fédération de la ECW le 30 juin 2009, sous le nom d'Abraham Washington, avec un show intitulé "Abraham Washington Show". Il s'est déjà entrevu avec les Bella Twins. Il aura par la suite interviewé d'autres catcheurs comme Christian, Matt Hardy, Tommy Dreamer, Sheamus, Gregory Helms, John Morrison, Zack Ryder, Goldust, Trent Barreta, Caylen Croft, et Maria.

#### Retour à la Florida Championship Wrestling (2010-2012)
À la suite de la fermeture de la ECW, il retourne à la FCW. Lors du 9 janvier 2011, il bat Byron Saxton après un In Your Face Neckbreaker. Le 16 janvier, il bat Trent Barreta. Le du 20 février, il fait équipe avec  Johnny Curtis et Derrick Bateman  pour battre Conor O'Brian, Jacob Novak er Byron Saxton. Le 6 mars, il perd contre Jinder Mahal. Le 3 avril, il bat Jinder Mahal. Le 4 septembre, il fait équipe avec Mike Dalton pour battre Tito Colon et Kenneth Cameron. Le 2 octobre, il bat Rick Victor. Le 16 octobre, il bat Peter Orlov. Le 6 novembre, il perd contre Erick Rowan par Soumission.

#### Raw et manager de Primo et Epico (2012)
Il fait une apparition en coulisses à Raw et donne sa carte de visite à Mark Henry, et lui propose d'être son manager. Il fait une autre apparition a Raw en regardant le match de Primo et Epico contre Big Show et The Great Khali. Lors du Raw suivant, il parle en coulisse avec Primo et Epico et leur donne sa carte de visite pour être leur manager. Lors du Raw du 30 avril, il apparait avec Primo, Rosa Mendes et Epico durant le match entre Camacho & Hunico contre Kofi Kingston & R-Truth. A No Way Out 2012, il trahi Primo & Epico et devient manager de Titus O' Neil et Darren Young.

#### Manager de Titus O'Neil et Darren Young (2012)
A No Way Out, il trahit Primo & Epico et devient manager de Titus O'Neil et Darren Young. Lors du Smackdown, après la victoire de Titus O'Neil & Darren Young il se fait attaquer par Primo & Epico.

#### Fin à la WWE
Le 10 août 2012, il est licencié de la WWE à la suite de sa remarque en live sur Kobe Bryant lors d'un RAW quelques semaines auparavant.